# Dan Savage
Daniel Keenan Savage (Chicago, 7 de octubre de 1964) es un escritor, comentarista, periodista y podcaster estadounidense. Savage escribe la columna de consejos sexuales y de pareja publicada internacionalmente, llamada Savage Love (en español, "amor salvaje"). Su tono es franco en su discusión del sexo, a menudo usa el humor y es hostil al conservadurismo social, como mostró durante la controversia de Santorum. Savage, que es gay, ha despertado polémicas con algunas de sus opiniones al chocar con las posturas conservadoras o las de aquellos a los que Savage llama el establishment gay. También ha trabajado como director de teatro, tanto con su nombre auténtico como bajo el seudónimo Keenan Hollahan, usando su segundo nombre y el apellido de soltera de su abuela.

## Primeros años y universidad
Dan Savage es hijo de William y Judy Savage, nacido en Chicago, Illinois. Sus ancestros son de origen irlandés. Es el tercero de cuatro hijos, siendo educado como católico, estudió en el seminario del Arzobispo Quigley, que Savage mismo ha descrito como «una escuela superior católica en Chicago para chicos que piensan hacerse curas» A pesar de que Savage ha declarado que ahora es un «agnóstico pachín-pachán» y un ateo, sigue considerándose «culturalmente católico».
Savage estudió en la Universidad de Illinois en Urbana-Champaign, donde estudió teatro e historia. Como director de teatro, Savage (trabajando bajo el seudónimo "Keenan Hollahan") fundó el Greek Active Theater de Seattle. Gran parte de las obras del grupo fueron recontextualizaciones queer de obras clásicas, como un Macbeth tragicómico, en los que tanto el protagonista como Lady Macbeth estaban interpretados por actores de sexo opuesto al personaje. En marzo de 2001, dirigió su propio Egguus en Consolidated Works, una parodia de la obra de Peter Shaffer, Equus (1973), que cambiaba la fijación por los caballos por una fijación con pollos. Savage no ha dirigido, producido o actuado en ninguna obra de teatro desde 2003, cuando produjo "Letters from the Earth", también en Consolidated Works, una versión acortada de "The Diary of Adam and Eve" («Los diarios de Adán y Eva») de Mark Twain, que recibió críticas mordaces, incluso una de su propia revista, "My Boss's Show Stinks".

## Savage Love
En 1991, Savage vivía en Madison, Wisconsin, y trabajaba como encargado en una tienda de vídeos especializada en cine independiente. Savage hizo amistad con el cofundador de la publicación satírica The Onion, Tim Keck, quien le anunció que pensaba trasladarse a Seattle para colaborar en la puesta en marcha del semanario The Stranger. Savage quiso participar y se ofreció a hacer una columna que todos odiaran, pero que nadie dejara de leer. Savage escribió un texto de prueba y, para su sorpresa, Keck le ofreció el trabajo.
Savage afirmó en una entrevista en febrero de 2006 en la sección «The A.V. Club» de The Onion (que publica sus textos) que comenzó a publicar la columna con el propósito de dar consejos humorísticos a los heterosexuales:

Forever, I'd read letters that had been written from straight advice columnists to gay people. Sometimes the advice was okay, but often it was clueless about gay issues or gay people or gay sex or gay rights. And I just thought it would be funny for once if there was an advice column written by a gay person where straight people had to get slapped around or treated with contempt.
Desde siempre leía cartas que habían sido escritas por columnistas heterosexuales para gais. A veces los consejos estaban bien, pero a menudo no tenían ni idea sobre asuntos gais o los gais o el sexo gay o los derechos gays. Y pensé que sería divertido si por una vez hubiese una columna escrita por un gay donde a los heterosexuales les fueran dados unos cachetes o tratados con desprecio.
Savage

Savage quería llamar a su columna «Hey Faggot!» (¡Eh maricón!) Sus editores rechazaron este nombre, pero durante los primeros años, añadió «Hey Faggot!» al comienzo de cada una de las cartas publicadas en forma de saludo. Según Savage:

When I started writing this column in 1991, there was a debate raging in hellish homosexual circles about words like faggot. The idea was that if we used these words ourselves—Queer Nation, Dyke March, "Hey, Faggot" — straights couldn't use them as hate words anymore. I chose "Hey, Faggot" as my salutation in joking reference to this lively debate about reclaiming hate words.
Cuando comencé a escribir la columna en 1991 se estaba desarrollando un furioso debate en círculos homosexuales infernales sobre palabras como «maricón». La idea era que si nosotros mismos usábamos estas palabras —Queer Nation, Marcha Bollera, «Eh, maricón!»— los heterosexuales ya no podrían usarlos como insultos. Yo elegí «Eh, maricón!» como el saludo haciendo referencia a este vivo debate sobre la reapropiación de insultos.
Savage

En su columna del 25 de febrero de 1999, Savage anunció que retiraba la frase: «Tropecientas columnas más tarde, resulta extraño comenzar cada columna con un chiste sobre un debate que terminó hace años.»
Ha escrito en algunas de sus columnas sobre los «derechos de los heterosexuales», como la vacuna contra el virus del papiloma humano y el anticonceptivo de emergencia, afirmando en la columna del 9 de noviembre de 2005 que «los de derechas y los fundamentalistas y los sexófobos no sólo van a por los maricones. También van a por tu culo.»

### Otros proyectos

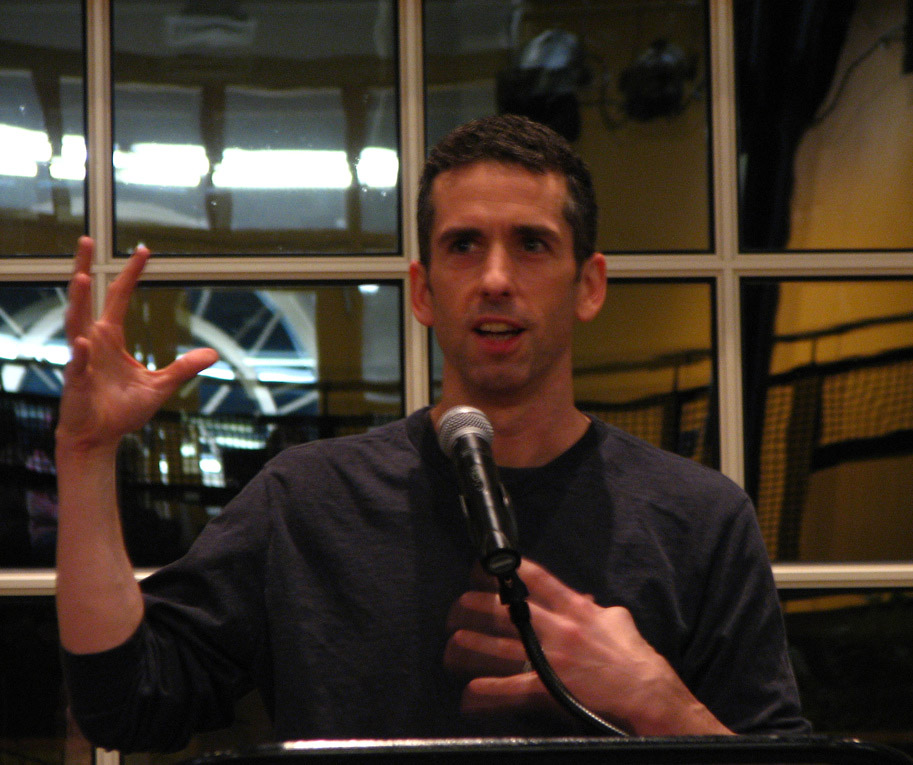
Dan Savage hablando en la Illinois Wesleyan University, 2007

Además de mantener su columna semanal y ser el autor de cuatro libros, Savage está implicado en diversos otros proyectos.
Desde por lo menos septiembre de 1994 hasta 1997, tuvo un programa semanal al que podía llamar la gente, llamado Savage Love Live en la radio KCMU (ahora KEXP) de Seattle. De 1998 a 2000 realizó una columna de consejos cada dos semanas llamada Dear Dan en la página de abcnews.com.
En la actualidad (2011) es director del periódico semanal de Seattle The Stranger, puesto al que accedió después de ser el redactor jefe. Savage también es colaborador en This American Life, un programa de radio de una hora en la radio WBEZ de Chicago, así como colaborador frecuente en la revista Out y un «Real Time Real Reporter» en el programa Real Time with Bill Maher de la cadena de televisión HBO. Ha aparecido en numerosas ocasiones en el programa Countdown with Keith Olbermann de MSNBC y en el Anderson Cooper 360 de CNN, hablando sobre temas políticos LGBT como el matrimonio igualitario y don't ask don't tell.
También realiza un podcast semanal llamado The Savage Lovecast, uno de los pódcast más populares del país, disponible vía iTunes y en la página web Stranger para su descarga gratuita. En el podcast contesta a preguntas que oyentes dejan grabadas en una mensajería de forma anoníma, muchas veces llamando a los interrogantes si dejan su número de teléfono, y acudiendo a médicos, sexólogos u otros especialistas para cuestiones avanzadas. 
En 2010 publicó Savage Love iPhone App, una aplicación de iPhone que muestra una cuestión diaria obtenida del blog de Savage, Slog, así como los consejos de «Savage Love» archivados e indexados. La aplicación también da acceso al podcast y los vídeos de las conferencias de Savage.

## Opiniones y puntos de vista

### ProyectoIt Gets Better
El 21 de septiembre de 2010, Savge comenzó el proyecto It Gets Better a raíz del suicidio del adolescente de 15 años Billy Lucas, que fue acosado por su supuesta orientación sexual. El proyecto It Gets Better tiene como objetivo permitir a adultos, tanto LGBT como no, subir vídeos a la red asegurando a adolescentes gais que la vida mejorará después de que hayan sobrevivido al acoso en la educación primaria y secundaria, o de sus padres. En enero de 2011 el proyecto tenía más de 5000 testimonios.

### Festival pornográfico Hump
Savage está abiertamente a favor de la pornografía, y especialmente el porno en Internet: "Se creó el Internet para eso", comenta.
Organiza una fiesta pornográfica anual, designada Hump. Cualquiera puede entregar un clip de hasta cinco minutos sobre cualquier tema pornógrafico, los mejores se exhiben en programas de cortometrajes en teatros de Seattle y Portland. Es una experiencia única, pues en una sala aparecen pornos gais, straight, lesbianos, parafílicos, uno tras otro. Al final de la fiesta destruye públicamente los clips (para que nadie deje de participar por temor de dejar una mancha permanente).

### Activismo político

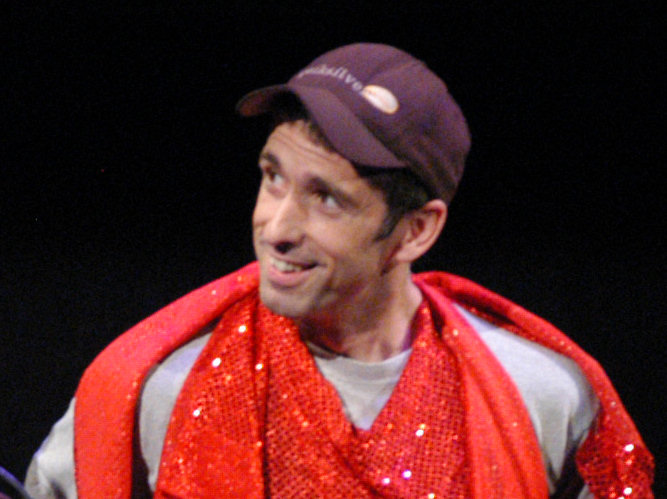
Dan Savage en el premio de teatro musical del 5th Avenue High School Musical Theatre de 2006.

Savage ha escrito sobre sus intereses en asuntos políticos. Su posición política es principalmente de izquierdas o liberal, con elementos libertarios y «contrarianos». Por ejemplo, escribió que en 2000, resfriado mientras estaba realizando un trabajo periodístico para salon.com cubriendo el caucus de Iowa, le produjeron tal ira las declaraciones del candidato presidencial republicano conservador Gary Bauer sobre su oposición al matrimonio igualitario que decidió abandonar su plan inicial de «perseguir a uno de los candidatos conservadores cristianos chiflados por allí —Bauer o Alan Keyes— y escribir algo interesante y humanizador sobre él, su campaña y sus seguidores.» En su lugar, se presentó como voluntario en la campaña de Bauer con la intención de infectar al candidato con su resfriado. Escribió que lamió los pomos de las puertas y otros objetos en la oficina de la campaña, y entregó a Bauer un bolígrafo cubierto de saliva, con la esperanza de contagiar el virus a Bauer y sus seguidores (aunque después afirmó que gran parte del artículo había sido inventado). También se registró y participó en el caucus, lo que era ilegal, ya que Savage no era residente en Iowa. Fue llevado a juicio y se declaró culpable de una falta por votar de forma fraudulenta en un caucus; fue sentenciado a un año en libertad condicional, 50 horas de servicios comunitarios y una multa de 750 dólares.
Savage frecuentemente menciona asuntos políticos en su columna, especialmente asuntos que afectan la planificación familiar, métodos anticonceptivos y la sexualidad. A menudo anima a los lectores a comprometerse u opinar en causas políticas y políticos. Después de que Rick Santorum, entonces senador de los Estados Unidos por Pensilvania, hiciese comentarios a un periodista comparando el sexo homosexual con el bestialismo y el incesto, Savage atacó a Santorum desde su columna. Posteriormente patrocinó un concurso que resultó en el neologismo santorum empleado para referirse a la «mezcla espumosa de lubricante y materia fecal que a veces se produce durante el sexo anal». Creó una página Web con esta definición, instantáneamente sujeta de muchos comentarios en la prensa, para que el que entrase "Santorum" en un buscador encontraría este neologismo. Santorum perdió su campaña de reelección en parte por el ataque de Savage. Savage continuó la estratagema en 2009 cuando sus lectores votaron definir el término saddlebacking como «el fenómeno por el que adolescentes cristianas realizan sexo anal para proteger su virginidad», como protesta contra el entusiasta apoyo dado a la Proposición 8 de California por Rick Warren (pastor de la Saddleback Church), invitado por el presidente Barack Obama a dar misa en su discurso inaugural. Cuando Savage prometió boicotear Utah debido al fuerte apoyo de los mormones a la Proposición 8 («Fuck you, Utah -- we’re going to big, blue Colorado»), el Salt Lake City Weekly dejó de publicar la columna de Savage: «no todos los habitantes de Utah tienen la culpa.»
Savage apoyó con pasión la Guerra de Irak en las páginas de The Stranger en octubre de 2002. Sin embargo, hacia marzo de 2003, en el momento de la invasión, había moderado su discurso.
Savage también se ha pronunciado en contra de una legislación estatal contra la venta de juguetes sexuales, que siguen (2015) ilegales en el estado de Alabama. (Véase Anti-obscenity enforcement act.) Después de que unas revelaciones de Kandiss Crone de WLBT de Jackson (Mississippi), provocó el arresto y la multa del dueño de una tienda de vídeos pornográficos,  Savage sugirió que los lectores enviaran los juguetes sexuales que ya no necesitasen a Crone.

### Opiniones personales
- Savage apoyó inicialmente la Guerra de Irak y promovía la acción militar contra otros estados de Oriente Medio, incluyendo Irán y Arabia Saudí, afirmando, «el islamofascismo es un problema regional, como el fascismo europeo – y el Oriente Medio [debe] ser rehecho, al igual que Europa fue rehecha.» Una semana antes de que comenzara la Guerra, Savage habló en contra, citando la inhabilidad del presidente George W. Bush de crear un caso convincente y conseguir el apoyo de la ONU y los aliados de la OTAN.[31] Hacia 2005 consideraba la situación «desesperada» y apoyaba una retirada inmediata de las tropas.[34]
- Describe su punto de vista sobre la familia como «conservador», y su marido, Terry Miller, es un «amo de casa» que cuida de su hijo adoptivo. Sin embargo, ha expresado escepticismo sobre los puntos de vista «simplistas» sobre la monogamia.[35] Está a favor del matrimonio abierto y ha acuñado el neologismo «monogamish» para describir una relación que es más o menos, pero no 100%, monógama.
- Está abiertamente a favor de que los mayores de edad puedan hacer en la privacidad lo que les dé la gana, el BDSM, urolagnia o sexo grupal por ejemplo, y del sexo ocasional, sin oponerse al celibato si es lo que una persona cree mejor para sí mismo (pero solo para sí mismo).  Recomienda en sus columnas y pódcast que en un día especial -- el día de San Valentín, un cumpleaños, una fiesta -- las parejas follen antes de ir al restaurante, en vez de volver a casa llenos de comida y alcohol e intentar hacer el amor así. «Primero follar. Os será más fácil conseguir una mesa en una hora más tardía», aconseja.

### Punto de vista sobre elouting
Savage ha afirmado en una columna que es favorable al outing en algunos casos, específicamente mencionando al activista contra los gais Tyler Whitney. Sin embargo, en la misma columna indica que «recientemente convencí a alguien de que sacase del armario a una persona pública. Un lector de Savage Love estaba pensando en exponer a un famoso inofensivo en abril pasado. Le aconsejé que no lo hiciese, porque, como le escribí de forma privada, outing es brutal y sólo debería ser reservado para brutos ignorantes.»

## Familia y matrimonio
El estado de Washington, en el que vive Savage, permitía a parejas homosexuales la adopción de niños y uniones civiles, pero no el matrimonio igualitario. En marzo de 2004, Savage escribió sobre una acción que realizó para resaltar lo que veía como la negación al derecho al matrimonio de parejas homosexuales. Después de que su compañera de trabajo Amy Jenniges no consiguiese una licencia de matrimonio con su novia Sonia, Jenniges y Savage consiguieron una licencia de matrimonio para casarse entre sí. En su momento escribió, «Dejamos muy claro al funcionario y su jefe que Amy y yo no viviríamos juntos, que no teníamos planes de tener hijos juntos y que íbamos a seguir viviendo y durmiendo con nuestras parejas homosexuales después del matrimonio. ¿Todavía podíamos conseguir una licencia de matrimonio?» De acuerdo con Savage, el jefe del departamento de licencias de matrimonio respondió, «Claro. Si tienes $54, puedes obtener una licencia de matrimonio.»
Savage y su marido, Terry, adoptaron a un niño y se casaron en la vecina ciudad de Vancouver, Canadá, en 2005. Volvieron a casarse en el estado de Washington después de que el matrimonio gay llegó a ser legal en este estado en 2012.

## Publicaciones
- Savage Love: Straight Answers from America's Most Popular Sex Columnist (octubre de 1998) (ISBN 0-452-27815-5), es una colección de cartas de su columna.
- The Kid (1999) (ISBN 0-525-94525-3), cuenta como él y su novio adoptaron un niño a través de la adopción. (8 de junio de 2000)
  - El 15 de mayo de 2009, el The New York Times informó que la compañía de teatro The New Group realizarían una versión musical de The Kid en 2009.[39]
- Skipping Towards Gomorrah: The Seven Deadly Sins and the Pursuit of Happiness in America (2002) (ISBN 0-452-28416-3), que describe su exploración de los siete pecados capitales (1 de septiembre de 2003). El título es una referencia satírica al libro Slouching Towards Gomorrah: Modern Liberalism and American Decline de Robert Bork, que a su vez es una referencia satírica al libro de Joan Didion, Slouching Towards Bethlehem (1968). Ese título había sido tomado de una línea del poema The Second Coming de William Butler Yeats.
- The Commitment: Love, Sex, Marriage, and My Family (2005) (ISBN 0-525-94907-0), unas memorias sobre su vida, sus relaciones amorosas y familia, y un comentario sobre el debate sobre el matrimonio gay. (27 de septiembre de 2005)
- Things I've Learned from Women Who've Dumped Me (febrero de 2008) (ISBN 0-446-58069-4), editado por Ben Karlin, Dan contribuye información adquirida sobre mujeres, junto con personas como Stephen Colbert, Andy Richter y Will Forte.